# Bombardeio de Alicante
O Bombardeio de Alicante foi um ataque aéreo contra a cidade espanhola de Alicante, em 25 de Maio de 1938. Foi um dos mais mortais ataques aéreos da Guerra Civil Espanhola.

## Antecedentes
Após a Ofensiva de Aragão, Franco queria eliminar o comércio marítimo e destruir a moral republicana, logo autorizou a Aviazione Legionaria italiana e a Legião Condor a realizar bombardeios indiscriminados nas cidades republicanas de Valência, Barcelona, Alicante, Granollers e outras cidades espanholas.

## O bombardeio
Em 25 de Maio de 1938, entre sete e nove bombardeiros italianos SM.79 e SM.81 da Aviazione Legionaria bombardearam a cidade de Alicante. A artilharia anti-aérea da cidade era obsoleta e o sistema de alarme da cidade não funcionou. Os bombardeiros despejaram noventa bombas e muitas delas caíram no mercado central da cidade. Houve cerca de 276 mortes de civis (100 homens, 56 mulheres, 10 crianças e mais de 100 corpos não identificados) e 1000 feridos. O historiador espanhol Paul Preston argumenta que haviam centenas de civis mortos no local.

## Consequencias
Os atentados de Alicante e Granollers e os ataques contra navios britânicos provocaram protestos em Londres.